# Alexandre Bergès
Alexandre Bergès (Lorient, 17 agosto 1868 – ...) è stato uno schermidore francese.
Partecipò ai Giochi della II Olimpiade di Parigi alla gara di fioretto individuale, in cui fu eliminato al primo turno.